# Dziewiąty gabinet Roberta Menziesa
Dziewiąty gabinet Roberta Menziesa – czterdziesty gabinet federalny Australii, urzędujący od 22 grudnia 1961 do 18 grudnia 1963. Był szóstym z rzędu gabinetem koalicyjnym Liberalnej Partii Australii (LPA) i Partii Wiejskiej (CP), a także jedynym w historii Australii dziewiątym gabinetem jednego premiera. 

## Okoliczności powstania i dymisji
Gabinet powstał po wyborach z grudnia 1961, w których koalicja LPA-CP zdołała utrzymać sprawowaną od 1949 roku władzę. Kolejne wybory odbyły się przedterminowo, w listopadzie 1963, i przyniosły ponowne zwycięstwo koalicji, dzięki czemu premier Menzies mógł sformować swój dziesiąty gabinet. 

## Skład
| stanowisko                                                        | osoba            | partia | od              | do              |
| ----------------------------------------------------------------- | ---------------- | ------ | --------------- | --------------- |
| premier                                                           | Robert Menzies   | LPA    | 22 grudnia 1961 | 18 grudnia 1963 |
| minister kierujący Związkową Radą Badań Naukowych i Przemysłowych | Robert Menzies   | LPA    | 22 grudnia 1961 | 16 lutego 1962  |
| minister handlu                                                   | John McEwen      | CP     | 22 grudnia 1961 | 18 grudnia 1963 |
| minister skarbu                                                   | Harold Holt      | LPA    | 22 grudnia 1961 | 18 grudnia 1963 |
| minister rozwoju narodowego                                       | Bill Spooner     | LPA    | 22 grudnia 1961 | 18 grudnia 1963 |
| wiceprzewodniczący Federalnej Rady Wykonawczej                    | Bill Spooner     | LPA    | 22 grudnia 1961 | 18 grudnia 1963 |
| minister obrony                                                   | Athol Townley    | LPA    | 22 grudnia 1961 | 18 grudnia 1963 |
| minister ds. terytoriów                                           | Paul Hasluck     | LPA    | 22 grudnia 1961 | 18 grudnia 1963 |
| minister pracy i służby zasadniczej                               | William McMahon  | LPA    | 22 grudnia 1961 | 18 grudnia 1963 |
| minister lotnictwa cywilnego                                      | Shane Paltridge  | LPA    | 22 grudnia 1961 | 18 grudnia 1963 |
| minister poczty                                                   | Charles Davidson | CP     | 22 grudnia 1961 | 18 grudnia 1963 |
| minister imigracji                                                | Alec Downer      | LPA    | 22 grudnia 1961 | 18 grudnia 1963 |
| minister spraw zagranicznych                                      | Garfield Barwick | LPA    | 22 grudnia 1961 | 18 grudnia 1963 |
| prokurator generalny                                              | Garfield Barwick | LPA    | 22 grudnia 1961 | 18 grudnia 1963 |
| minister przemysłu podstawowego                                   | Charles Adermann | CP     | 22 grudnia 1961 | 18 grudnia 1963 |